# La Nocle-Maulaix
La Nocle-Maulaix é uma comuna francesa na região administrativa de Borgonha-Franco-Condado, no departamento Nièvre. Estende-se por uma área de 31,33 km². Em 2010 a comuna tinha 281 habitantes (densidade: 9 hab./km²).